# Manukahoning

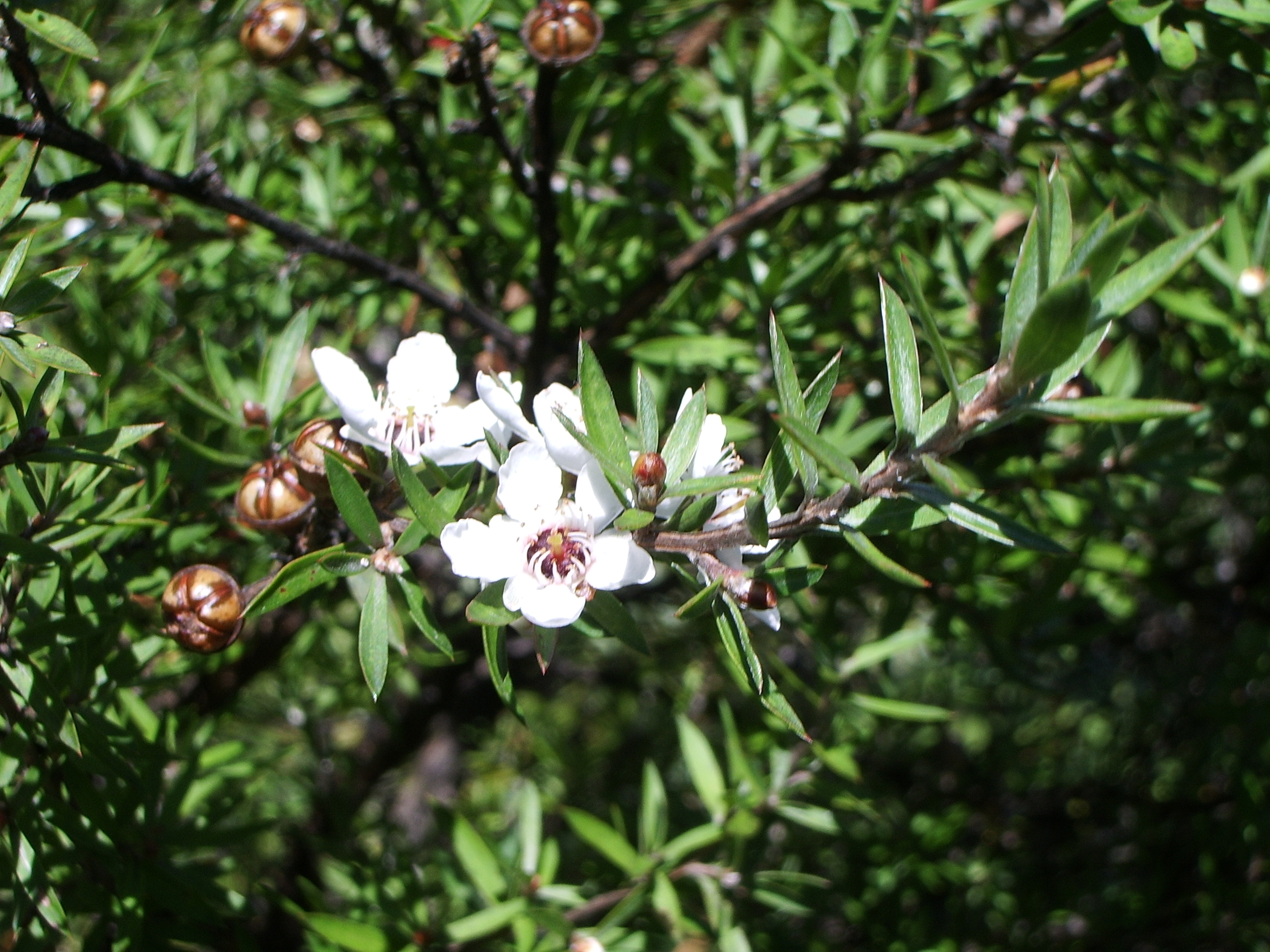
Bloesem van de manukaboom

Manukahoning (uitgesproken manoeka) is een monoflorale honing van de manukaboom (Leptospermum scoparium). De Manukahoning is bekend geworden om zijn antibacteriële en schimmeldodende eigenschappen.

## Herkomst
De Leptospermum oftewel "Manuka" of "Tea" tree komt in geheel Nieuw-Zeeland voor, maar voornamelijk aan de oostkust van zowel het Noordelijk en het Zuidelijk eiland. Verder groeit de boom in Australië, te weten in Tasmanië, Victoria en New South Wales. Manuka (vanuit het Māori 'mānuka') is de naam die in Nieuw-Zeeland wordt gebruikt, en 'tea tree' is gebruikelijk in Australië en in mindere mate ook in Nieuw-Zeeland. Deze naam ontstond nadat James Cook de bladeren gebruikte om een 'thee'drankje mee te maken.

## De Manukastruik
De Manuka is een struikachtige boom die zich snel voortplant, en is vaak een van de eerste soorten die opkomt wanneer land volledig weggekapt of verwoest is. De struik is meestal tussen de 2 en 5 meter hoog, maar kan uitgroeien tot een boom van ongeveer 15 meter hoog. Het is een altijdgroen gewas, met dichte betakking en kleine bladeren van 7–20 mm lang en 2–6 mm breed, met een korte stekelpunt. De bloemen zijn wit, zo nu en dan ook roze, meestal 8–15 mm in diameter, met vijf bloemblaadjes.

## De honing
De honing die ontstaat wanneer honingbijen de nectar van deze bloemen verzamelen, heeft een eigen smaak, en is donkerder dan klaverhoning. Het bijzondere aan manukahoning is de antibacteriële en schimmeldodende werking.

## Medisch gebruik
Reeds in 1982 ontdekte Peter Molan met zijn Honey Research Unit van de Universiteit van Waikato in Hamilton in Nieuw-Zeeland de antibacteriële en schimmeldodende eigenschappen van de Manukahoning. In 2008 identificeerde Thomas Henle van de Technische Universiteit van Dresden methylglyoxal (MGO) als het voornaamste antibacteriële bestanddeel van de mānukahoning. In 2011 hebben in-vitroproeven aangetoond dat methylglyoxal een effectief middel is bij de behandeling van infecties van huidwonden veroorzaakt door het inbrengen van katheters. Vooral bij de bestrijding van een aantal superbacterieën zoals MRSA (ziekenhuisbacterie) of VRE bleek dit bestanddeel effectief. Op mensen werden evenwel nog geen proeven uitgevoerd. Tevens werd een nieuw gradatiesysteem in het leven geroepen aan de hand van het methylglyoxalgehalte (MGO) in de honing. MGO100+ vertegenwoordigt 100 mg methylglyoxal per kilogram honing.
De Active Manuka Honey Association (AMHA) is een organisatie voor de standaardisering van Manukahoningproductie. De AMHA is van mening dat methylglyoxal (MGO) niet de enige werkzame stof is maar dat ook dihydroxyaceton en Leptosperinde een belangrijke rol spelen. Daarom hadden zij eerder al, in samenspraak met Henle, een UMF-gradatiesysteem (Unique Manuka Factor) ontwikkeld. Beide gradatiesystemen zijn mogelijk op de honingproducten te vinden. Sommige als "Actieve Manukahoning" aangeboden honing heeft een lage methylglyoxal-waarde en daardoor nauwelijks antibacteriële werking, waardoor deze geen UMF- of MGO-gradatie mag voeren.

## Een vergelijking tussen UMF en MGO
- UMF5+ is vergelijkbaar met MGO83+ mg/kg
- UMF10+ is vergelijkbaar met MGO263+ mg/kg
- UMF15+ is vergelijkbaar met MGO514+ mg/kg
- UMF20+ is vergelijkbaar met MGO829+ mg/kg
- UMF25+ is vergelijkbaar met MGO1200+ mg/kg

Bron: de officiële website van de UMF association: